# Vent de Wreckhouse
Le vent de Wreckhouse est un vent de rabattement qui souffle le long de la côte sud-ouest de Terre-Neuve, au Canada, quand il est perpendiculaire à l'axe des monts Long Range.
Mesuré parfois à plus de 200 km/h, il peut causer des dégâts importants et est connu pour avoir renversé des wagons quand il y avait un chemin de fer dans cette région. Le nom du vent, et de la région, provient donc des destructions (wreck) qu'il peut causer.

## Description
L'île de Terre-Neuve est venteuse à cause de son emplacement sur la trajectoire des tempêtes côtières et de son relief montagneux. Cependant, la région de Wreckhouse, située à l'extrémité sud des monts Long Range à l'embouchure ouest de la vallée de Codroy et au nord de Port-aux-Basques, est sujette à un vent qui ne se produit que dans des circonstances particulières. 
Lorsqu'une dépression météorologique intense passe au nord de la région, elle est souvent associée avec un fort vent du sud-est dans le premier kilomètre de l'atmosphère, un courant-jet de bas niveau. Son passage au-dessus des montagnes de la région de Wreckhouse se fait perpendiculairement à celles-ci qui sont alignées du nord-est au sud-ouest. Si ce corridor de vent est situé près ou à l'avant du front chaud, l'air est très stable et tout soulèvement de l'air par le relief sera suivi d'une descente brusque vers le niveau d'origine des falaises de l'autre côté selon l'effet de fœhn. Le vent produit en aval des montagnes peut être accéléré en plus par différents facteurs comme le passage dans des vallées étroites par effet Venturi. Le phénomène est plus fréquent en hiver et au printemps.
Un anémomètre exploité par le Service météorologique du Canada (SMC) fournit actuellement des données de vent à distance pour le bureau météorologique de Terre-Neuve-et-Labrador à Gander, qui diffuse des avertissements aux voyageurs si la vitesse est suffisante. Le terme « vent de Wreckhouse » est utilisé par le SMC pour désigner spécifiquement les conditions de vent dangereuses dans cette zone géographique.

## Effets
Un chemin de fer fut construit à travers Terre-Neuve la fin du XXe siècle. La section passait dans la région de Wrechouse et a déraillé plusieurs fois à cause des vents violents. Au début des années 1930, la compagnie a décidé que cela valait le coup et de payer à un observateur local la prime de 20 $ par mois pour avertir le bureau ferroviaire voisin de Port-aux-Basques de l'apparition de vents extrêmes et ainsi d'arrêter la circulation le temps que le vent se calme. L'anémomètre actuel se trouve non loin de la demeure de cet observateur originel.
Le train a cessé de circuler en juin 1988 mais la route transcanadienne suit le même corridor et il arrive que des camions subissent le même sort que les wagons de train alors que le vent peut atteindre ou dépasser 200 km/h.